# Amelia al ballo
Amelia al ballo è un'opera buffa in un atto con testo e musica di Gian Carlo Menotti.
La prima rappresentazione, in inglese (l'opera fu scritta originariamente in italiano, la traduzione fu opera di Georg Mead) con il titolo Amelia Goes to the Ball, ebbe luogo all'Academy of Music di Philadelphia il 1º aprile 1937; la prima esecuzione italiana ebbe invece luogo il 4 aprile 1938 al Casinò di Sanremo. Cinquant'anni dopo il debutto in America è stato celebrato con un performance ancora nel teatro più storico negli Stati Uniti con un cast scelta personalmente da M° Menotti.Come Amelia c'era Maria Fortuna e nel ruolo del suo marito, Timothy Jon Sarris.
È la prima opera di Gian Carlo Menotti, che continua la tradizione del verismo italiano, seppur con influenze melodiche pucciniane.

## Trama
Amelia desidera ardentemente partecipare al primo ballo della stagione. Chi dovrebbe accompagnarla, il marito, ha appena scoperto di essere tradito e pretende di sapere con chi in cambio della promessa di andare al ballo. Amelia gli rivela che l'amante è l'inquilino del piano di sopra. Il marito allora rifiuta di andare al ballo, se prima non ha affrontato il rivale. Ne segue un grande diverbio che Amelia cerca di sedare con un vaso, però per sbaglio colpisce in testa il marito. Il trambusto provoca l'arrivo della polizia, e Amelia indica l'amante come colpevole. L'amante viene arrestato come feritore del marito che viene soccorso. E Amelia, che ha mentito sul ferimento per punire il marito si dispera che ora non ha nessuno che possa accompagnarla al ballo. Allora il commissario di polizia si offre come accompagnatore, e grazie a lui Amelia può finalmente andare al ballo, mentre il coro commenta che "se una donna vuole andare al ballo, al ballo andrà".

## Collegamenti esterni

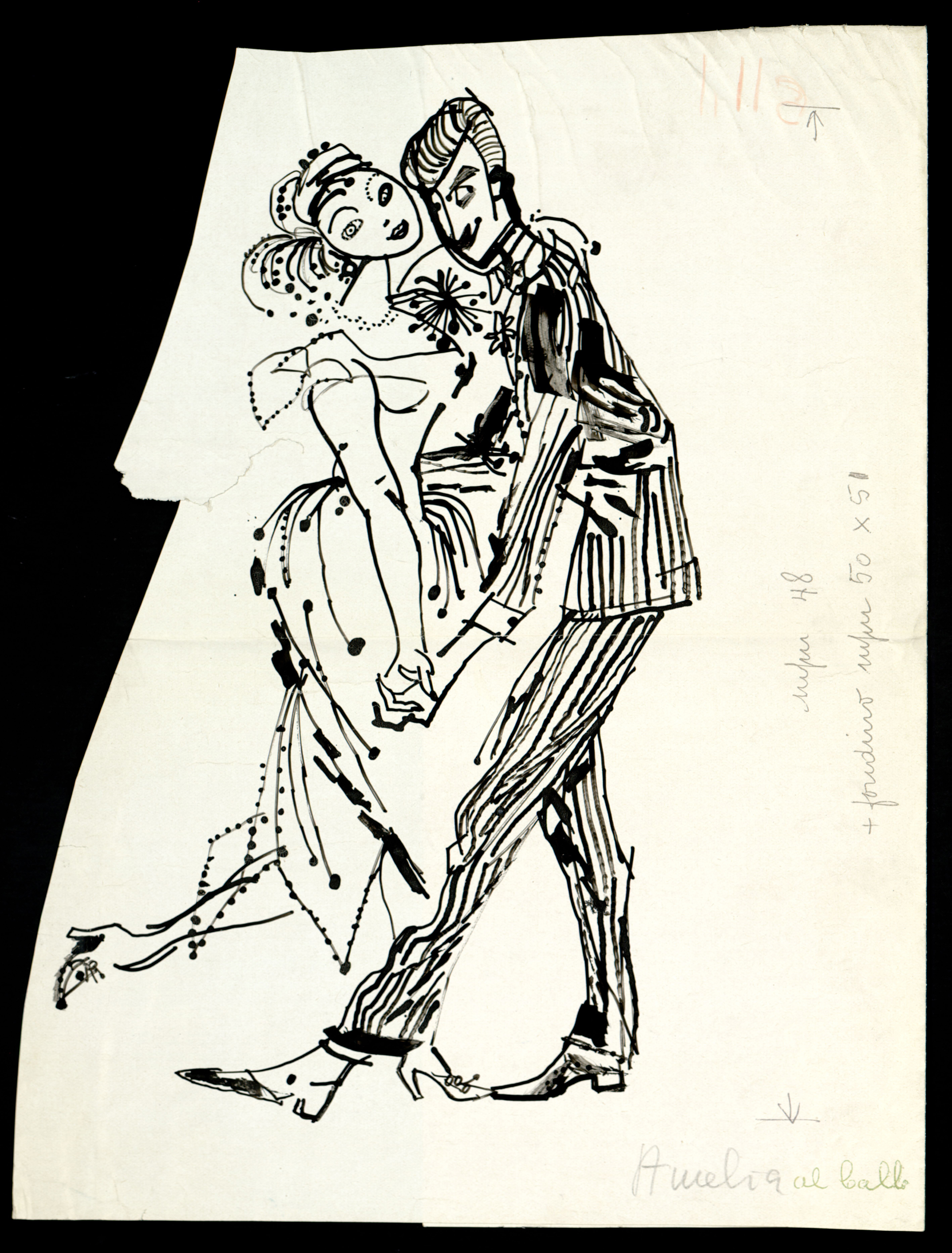
Disegno per copertina di libretto, disegno per Amelia al ballo (s.d.). Archivio Storico Ricordi